# Broniszowice (województwo opolskie)
Broniszowice – wieś w Polsce położona w województwie opolskim, w powiecie nyskim, w gminie Otmuchów.
W latach 1975–1998 miejscowość administracyjnie należała do ówczesnego województwa opolskiego.

## Zabytki

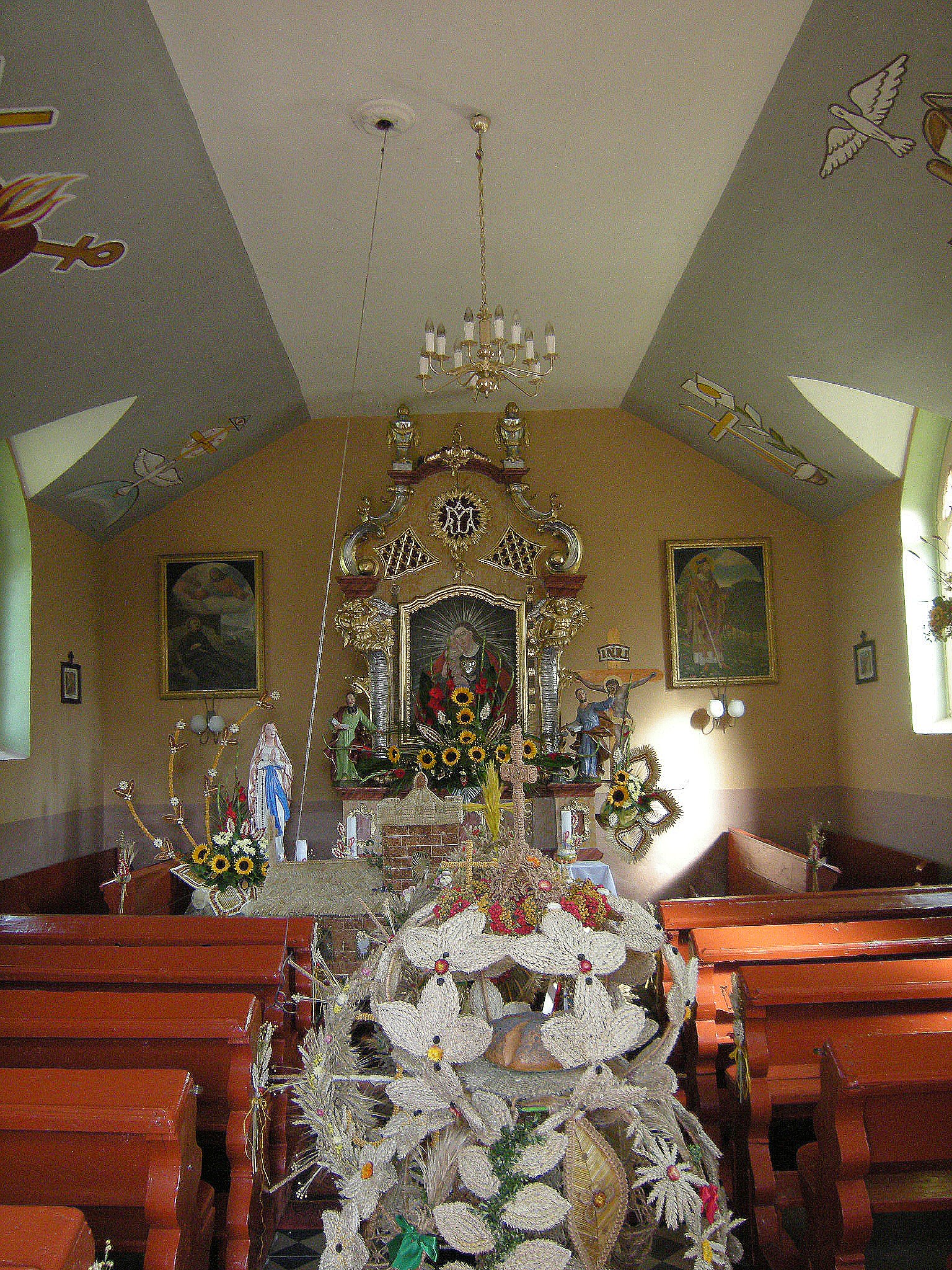
Wnętrze kaplicy z koronami żniwnymi po dożynkach parafialnych w 2012 r.

Do wojewódzkiego rejestru zabytków wpisane są:
- budynek folwarczny, z XIX w. (nie istnieje)
- dom nr 3, z XIX w.